# Zapovednik Bolsjechechtsirski
Zapovednik Bolsjechechtsirski (Russisch: Большехехцирский государственный природный заповедник) is een strikt natuurreservaat gelegen in het zuiden van de kraj Chabarovsk in het Russische Verre Oosten. De oprichting tot zapovednik vond plaats op 3 oktober 1963 per decreet (№ 4297/1982) van de Raad van Ministers van de Russische SFSR en heeft een oppervlakte van 453,4 km². Het doel van oprichting was om de biologische diversiteit en de natuurlijke staat van boscomplexen te beschermen en te behouden.

## Kenmerken
Zapovednik Bolsjechechtsirski ligt op ca. 20 kilometer van een van de grootste steden van het Russische Verre Oosten — Chabarovsk. Het reservaat is hier gelegen op de lage bergketen Bolsjoj Chechtsir, die aan de benedenloop van de rivier Oessoeri ligt. De rivier Oessoeri is het enige dat Zapovednik Bolsjechechtsirski scheidt van de landgrens met China. Het beschermde gebied heeft van noord naar zuid een lengte van 35 km en van west naar oost een lengte van 34 km. Ongeveer 90% van het gebied wordt bedekt door bossen, waarbij de jezospar (Picea jezoensis), Koreaanse den (Pinus koraiensis), Aziatische lariks (Larix gmelinii), berken (onder meer Betula lanata, Betula mandschurica en Betula costata), Mongoolse eik (Quercus mongolica) en Mantsjoerijse es (Fraxinus mandshurica) tot de belangrijkste bosvormers behoren.

## Flora en fauna
In Zapovednik Bolsjechechtsirski zijn maar liefst 1.048 vaatplanten, 211 mossen, 205 korstmossen en 924 schimmels vastgesteld. Ook werden er 241 vogels en 53 zoogdieren aangetroffen. Ter hoogte van het reservaat komen verschillende noordelijke en zuidelijke planten- en diersoorten samen. Zo klimt de amoerdruif (Vitis amurensis) over de stam van de jezospar, legt de kortvleugelkoekoek (Cuculus micropterus) haar eieren in het nest van de bruine klauwier (Lanius cristatus) en komen zowel de kraagbeer (Ursus thibetanus) als bruine beer (Ursus arctos) in het reservaat voor. Andere interessante zoogdieren in het gebied zijn onder meer het Siberisch muskushert (Moschus moschiferus), oessoerihert (Cervus canadensis xanthopygus), Siberische wezel (Mustela sibirica), sabelmarter (Martes zibellina), Euraziatische lynx (Lynx lynx) en Maleise bonte marter (Martes flavigula). Het reservaat wordt ook permanent bewoond door twee à drie Siberische tijgers (Panthera tigris altaica). Enkele opvallende vogelsoorten zijn de mandarijneend (Aix galericulata), zwarte ooievaar (Ciconia nigra), visarend (Pandion haliaetus), zeearend (Haliaeetus albicilla), kroonboszanger (Phylloscopus coronatus), kortstaartstruikzanger (Urosphena squameiceps), amoerparadijsmonarch (Terpsiphone incei), driekleurenvliegenvanger (Ficedula zanthopygia) en roodflankbrilvogel (Zosterops erythropleurus).

## Toegankelijkheid
Het merendeel van Zapovednik Bolsjechechtsirski is niet vrij toegankelijk. Geïnteresseerden kunnen echter met natuurgidsen mee het reservaat in over daarvoor bestemde ecologische routes. Er worden ook excursies gegeven in een natuurmuseum en er wordt gewerkt aan een bezoekerscentrum.